# Стоян Топалов
Стоян Нешев Топалов е български офицер, генерал-лейтенант.

## Биография
Роден е на 19 октомври 1941 г. в Стрелча. Завършва Висшето народно военно училище „Васил Левски“ във Велико Търново през 1964. Започва службата си като командир на мотострелкови взвод в тридесет и четвърти мотострелкови полк в Момчилград. От 1966 до 1969 г. е командир на рота в същия полк. Между 1965 и 1969 г. е агент на Държавна сигурност и военното контраразузнаване на втора армия-IV. След това до 1972 г. учи във Военната академия „Фрунзе“ в Москва. От 1972 до 1973 г. е адютант на министъра на отбраната Добри Джуров. След това е помощник-началник на Сухопътните войски. От 1978 г. учи във Военната академия на Генералния щаб на Въоръжените сили на Русия. От 1980 г. е заместник-началник на отдел „Планиране“ в Оперативното управление на Командването на Сухопътните войски. През 1986 г. е назначен за заместник-началник на щаба на втора армия, а от следващата година е началник-щаб на армията. След това 2 години е началник на Оперативното управление в Командването на Сухопътните войски. В периода 15 август 1991 г. – 10 март 1993 г. е първи заместник-началник на Генералния щаб на българската армия.
От 1993 до 1998 г. е аташе по отбраната на България в Русия. На 6 май 1998 г. е назначен за заместник главен инспектор на Министерството на отбраната, считано от 7 май 1998 г. На 23 декември 1999 г. е освободен от длъжността заместник главен инспектор на Министерството на отбраната. На 7 юли 2000 г. е удостоен с висше военно звание генерал-лейтенант и освободен от кадрова военна служба. Снет от запаса на 19 октомври 2004 г. поради навършване на пределна възраст за запасен 63 г.
От 2005 г. до 14 септември 2017 г. е председател на Съюза на офицерите и сержантите от запаса и резерва.
От 2014 до 2016 г. е президент на Междусъюзническата конфедерация на офицерите от резерва – СИОР към НАТО.

## Образование
- Висше военно общовойсково училище – 1959 – 1964
- Военната академия „Фрунзе“ – 1969 – 1972
- Военната академия на Генералния щаб на Въоръжените сили на Русия – от 1978

## Награди
- орден „Червено знаме“;
- орден „Народна Република България“ – І степен;
- орден на ООН за участие в миротворчески операция в Камбоджа;
- орден на ГЩ на ВС на Република Турция;
- орден „Маршал Жуков“ на Руската Федерация;
- орден „Светия княз Ал. Невски“ – I степен на Руската федерация;
- медал „50 години от Победата над фашизма“;
- медал „60 години от края на Втората световна война“;
- медал „65 години от края на Втората световна война“.